# Teresa Part Martín
Teresa Part Martín (Mareny de Barraquetes, 1949) és una metgessa valenciana.
Era la tercera de cinc germans d'una família valencianoparlant. Els seus avis tenien una tenda i els seus pares continuaren amb el negoci familiar. El seu pare va morir quan ella tenia 12 anys, fet que va comportar que els germans hagueren de col·laborar en l'economia familiar. Per poder estudiar medicina va haver de realitzar tot tipus d'activitats i treballs, com ara un curs de puericultura, fet que li va facilitar poder entrar a un laboratori d'anàlisi clínica. A més, també realitzar els estudis d'ATS a la Universitat de València compaginant-los amb els de Medicina amb la intenció d'especialitzar-se en psiquiatria.
Es va llicenciar al 1982, i va fer el màster de drogodependències al 1990 a la Universitat de Barcelona, així com també l'especialització en Teràpia Familiar Sistèmica al 1997. al 2003 va realitzar el Diploma d'Especialització en Alcoholisme a la Universitat Autònoma de Madrid.
Va desenvolupar la seua carrera com a metgessa a la clínica Casa de la Salud des de l'any 1984 fins al 2011 que és quan es va jubilar. Teresa Part va ser la segona dona en formar part de l'equip mèdic de l'hospital. Va compaginar aquest treball amb un contracte com a metgessa d'assistència voluntària a l'Hospital Psiquiàtric de Bètera, concretament a la Unitat d'Alcoholisme i Toxicomania, des de 1984 fins al 1985. Atès que els usuaris de l'hospital anaven dos dies per setmana a APROVAT (Asociación Provincial Valenciana de Ayuda al Toxicómano). Poc a poc l'àmbit de les addiccions li va anar interessant cada vegada més.
Anys més tard, després de la reestructuració administrativa i la Sanitat Pública es va fer càrrec d'aquests dispositius, els metges que treballaven en APROVAT es van anar a altres camps de la salut. En aquell moment va ser quan es va incorporar oficialment a l'associació.